# 漂亮公主魔法衣裳
《漂亮公主魔法衣裳》是一款由日本古倫美亞開發並發行於任天堂Switch上的模擬遊戲。遊戲中玩家能創造屬於自己的公主，通過遊玩六款小遊戲，獲取貨幣並裝飾城堡。遊戲在2019年12月5日於日本發行，中文版由Daewon Media於2020年8月6日發行，及後在2020年12月3日由Aksys於全球發行，在發行後，遊戲獲得普遍好評，媒體評論者讚揚本作很適合兒童遊玩；同時基於遊戲豐富的裝飾設計，以及能夠自行調較小遊戲難度，也認為它能夠吸引成年玩家。

## 內容與玩法

遊戲中，玩家需要利用家具，對指定房間進行特定裝飾

《漂亮公主魔法衣裳》是一款3D模擬遊戲。遊戲舞台設定在一座長年荒廢的幻想世界城堡，玩家創造並控制公主，以回到原世界作為目標，須根據遊戲中「石板」的指示，用特定家居元素去重新裝飾廢棄城堡裏的二十間房間。除了房間裝飾外，遊戲中亦能對公主進行各種妝飾穿搭，包括禮服鞋子、頭飾皇冠、妝發等等。另外除原先的故事模式目標外，遊戲中還設定了各式各樣的其他目標，即使完成故事目標亦能繼續挑戰其他目標。遊玩過程中，玩家亦可以為主角進行拍照留念。
遊戲中玩家通過六種不同的「課程培訓」（小遊戲），包括騎馬、舞蹈、射箭、蛋糕裝飾、學習、插花，對公主進行訓練。完成後，可獲得相應的遊戲貨幣「閃銀」，用以學習家具、衣物的製作方法及解析石板，推進遊戲進度。除此之外亦可以獲得「經驗值」，分為「可愛」、「高雅」、「酷炫」三種類型，隨著經驗值增加可以學習更多新穎的家具。小遊戲支持單人以及多人遊玩，最多可同時四人遊玩。單人遊玩時，則會與電腦AI進行。

## 開發與發行
《漂亮公主魔法衣裳》由日本古倫美亞所開發，延續了以往他們於任天堂DS時開發的遊戲風格，主要為兒童玩家所製作，亦因此遊戲設計以童話風格為主。日本古倫美亞在2019年9月展出本作，並於同年12月5日在日本於任天堂Switch上發行，中文版由Daewon Media於2020年8月6日代理發行。2020年6月，Aksys在New Game+ Expo上宣佈進行電子遊戲本地化，並於2020年12月3日在歐美地區發行。

### 續作
遊戲有一部續作——《漂亮公主魔法花園小島》，同由日本古倫美亞開發。Aksys率先在2023年6月22日於歐美地區發行。而日本版則在同年7月6日發行。

## 評價
雖然該遊戲獲得了普遍好評，但並沒有登上《Fami通》的日本每周電子遊戲銷售排行榜上，表示在發售的首三天，銷量不足3000份。
媒體評論者均讚揚本作容易上手，有著可愛的角色設計，並指其適合喜愛公主童話的兒童玩家。同時，因為遊戲有著豐富多樣的裝飾物品，能自行調校難易度的小遊戲，評論者亦認為它能夠吸引成年玩家遊玩。Siliconera的編輯認為小遊戲雖然普通但遊玩體驗不錯，不過反應遊戲進度慢，解析石板要花上很長的時間，就如免費遊戲一樣。而《Fami通》的編輯認為遊戲核心循環不錯，可以吸引玩家遊玩，但表示難以理解遊戲中的家具分類，且小遊戲過少。

## 外部連結
- 官方网站（日語）
- 官方网站（英文）
- 官方网站（中文）